# Sciara simulator
Sciara simulator är en tvåvingeart som beskrevs av Edwards 1928. Sciara simulator ingår i släktet Sciara och familjen sorgmyggor. Inga underarter finns listade i Catalogue of Life.